# 茹皮亚
茹皮亚是巴西圣卡塔琳娜州的一个市镇。总面积91.71平方公里，总人口2134人，人口密度23.3人/平方公里。